# Fairview-Ferndale
 (août 2025).
Fairview-Ferndale est une census-designated place située dans le comté de Northumberland, dans l’État de Pennsylvanie, aux États-Unis. Lors du recensement de 2020, elle compte 2 075 habitants.